# XM2001十字軍自走砲
XM2001十字軍自走砲原本計劃成為美國陸軍的下一代自走砲（SPH），旨在提升火砲及整體部隊的生存能力、殺傷力、機動性與效能。該計畫原定於2008年開始服役。聯合防務工業為主要承包商，通用動力則為主要分包商。2002年5月初，國防部長唐納德·倫斯斐以該計畫不夠機動、精確為由，取消了這項價值110億美元的計畫。 目前，該原型自走砲展示於西爾堡的火砲公園內。

## 起源
十字軍自走砲最初構想為「先進野戰砲兵系統」（Advanced Field Artillery System，AFAS），是裝甲系統現代化計畫的一部分，該計畫旨在建構一系列共用底盤的裝甲載具。1992年10月，由於蘇聯解體導致預算優先順序變更，美國陸軍取消了裝甲系統現代化計畫。
1994年，「先進野戰砲兵系統」（AFAS）更名為「十字軍」。
1996年，十字軍的實驗性液態火藥推進系統被較為傳統的固態火藥包取代。1997年，美國政府問責辦公室（GAO）建議美軍應考慮升級M109A6聖騎士自走砲，或改為採購德國的PzH 2000自走砲。
十字軍計畫的目標是取代M109A6帕拉丁自走砲與M992野戰砲兵彈藥支援車（FAASV）。該系統旨在成為一款自動化火砲系統，以支援過渡旅戰鬥隊（IBCT）反擊軍團，並作為其他車輛開發的基礎。
十字軍的主要設計特點包括：
- 具備冷卻系統的XM297E2火砲，可持續進行高射速射擊
- 自動化彈藥處理與裝填系統
- 內建指揮與控制系統的駕駛艙
- 複合裝甲
- 提高載具與乘員生存能力的防護設計
- GE/Honeywell LV100-5 燃氣渦輪引擎，以便與其他戰鬥載具保持同步行動

美軍要求十字軍與M1艾布蘭戰車共用相同的引擎，其主要目的是減輕十字軍的重量。 卡特彼勒公司提出了柴油引擎方案，而通用動力公司與戴姆勒克萊斯勒的合資企業亦提出了類似的方案。然而，在2000年9月，美軍最終選擇了霍尼韋爾（Honeywell）的LV 100燃氣渦輪引擎。美軍計畫採購最多3600具此款引擎，其中2845具用於艾布蘭戰車，846具則配備於十字軍自走砲系統。
十字軍補給車（RSV）與主砲車共用相同的底盤，並具備自動化雙向傳輸系統，可與自走砲或其他補給車交換彈藥、數據及燃料。

### 計畫時間表
- 1994年第1季度：獲准進入「計畫定義與風險降低」（PDRR）階段。
- 1998年第2季度：完成過程審查，開始製造PDRR原型系統。
- 1999年第3季度：首輛補給車（RSV）原型交付。
- 2000年第2季度：首輛自走砲（SPH 1）原型交付。
- 2002年第1季度：成功通過初步設計審查。
- 2002年第1季度：SPH 1試射超過4000發砲彈。
- 2002年第2季度：計畫取消。

## 規格
|               | 自走砲（SPH）    | 履帶式補給車（RSV-T） | 輪式補給車（RSV-W） |
| ------------- | ---------------- | --------------------- | ------------------- |
| 空重          | 40噸             | 36噸                  | 33.3噸              |
| 長度          | 7.53公尺         | 7.53公尺              | 11.03公尺           |
| 寬度          | 3.31公尺         | 3.31公尺              | 2.44公尺            |
| 高度          | 3.00公尺         | 3.00公尺              | 3.59公尺            |
| 公路機動性    | 67 km/h          |                       |                     |
| 越野機動性    | 39–48 km/h       | 39–48 km/h            | 64 km/h             |
| 武裝          | 冷卻式155 mm火砲 | 無                    | 無                  |
| 最大射程      | 超過40 km        |                       |                     |
| 發射/補給速率 | 每分鐘10-12發    | 10分鐘內裝填48發      | 10分鐘內裝填48發    |
| 乘員          | 3人              | 3人                   | 3人                 |

## 取消計畫
1999年10月，美國陸軍參謀長艾力·新關（Eric Shinseki）提出未來軍隊改革計畫，構想將重型旅改組為裝備臨時裝甲車（後更名為「史崔克裝甲車」）的輕型旅。他表示，這一優先事項可能會影響重型裝甲車輛的採購資金。 次月，欣塞基指出十字軍系統過於笨重，其自走砲與補給車合計重達110噸，超過空軍現有運輸機（包括C-5銀河）的載重能力，除非豁免飛行限制。欣塞基與聯合防務公司（United Defense）協商，希望減輕整體重量20噸，該公司表示可行。
2001年4月，國防部長唐納德·倫斯斐（Donald Rumsfeld）召集專家小組，建議取消十字軍及其他現代化軍備計畫。與會官員稱十字軍「是一個出色的系統，但適用於過去的戰爭環境」。
截至2002年，美軍計畫採購480門十字軍自走砲，總預算達110億美元。
2002年2月，時任美國總統喬治·W·布希（George W. Bush）於白宮2003年預算案中，為十字軍計畫分配4.75億美元，並提議將五角大廈的軍費增加480億美元。
4月，國防部長倫斯斐與國防部官員（包括陸軍部長湯瑪斯·E·懷特（Thomas E. White））商討削減十字軍、RAH-66卡曼契直升機武裝直升機及F-22猛禽戰鬥機等專案，以釋放資金投資更優先的現代化計畫。部分官員質疑，未來作戰系統計畫（FCS）中已有輕型155毫米自走砲，十字軍可能顯得多餘。
5月9日，倫斯斐正式宣布將向國會提出取消十字軍計畫的請求。數日前，部分支持該計畫的國會議員接獲陸軍官員提供的辯護資料，引發倫斯斐不滿，並促使陸軍對其國會聯絡辦公室展開內部調查。 最終，負責游說活動的陸軍官員引咎辭職。
陸軍部長懷特澄清自己未參與此事件，並表示支持國防部決策，考慮以M982神劍精確制導砲彈等方案取代十字軍。 5月下旬，布希總統請求國會將十字軍預算重新分配，撥款3.1億美元用於未來作戰系統計畫。

## 類似車輛
- 2S35自走炮
- K9A2自走砲
- 99式自走砲

## 外部連結
- 聯合防務十字軍行銷頁面